# Gambaga

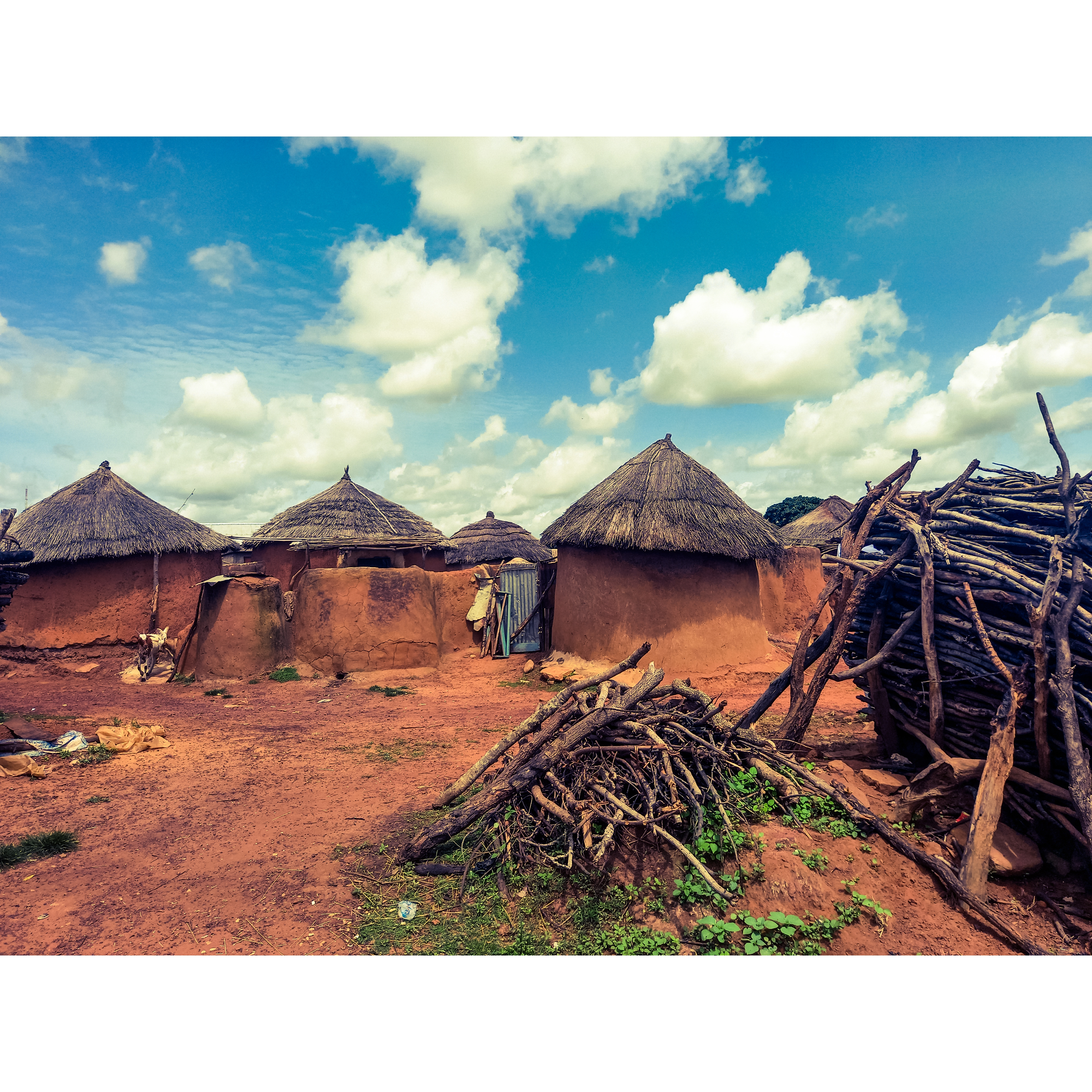
Derrière le camp des sorcières à Gambaga. Septembre 2021.

Gambaga est une ville ghanéenne, capitale du district de Mamprusi est.